# 波阿斯縣

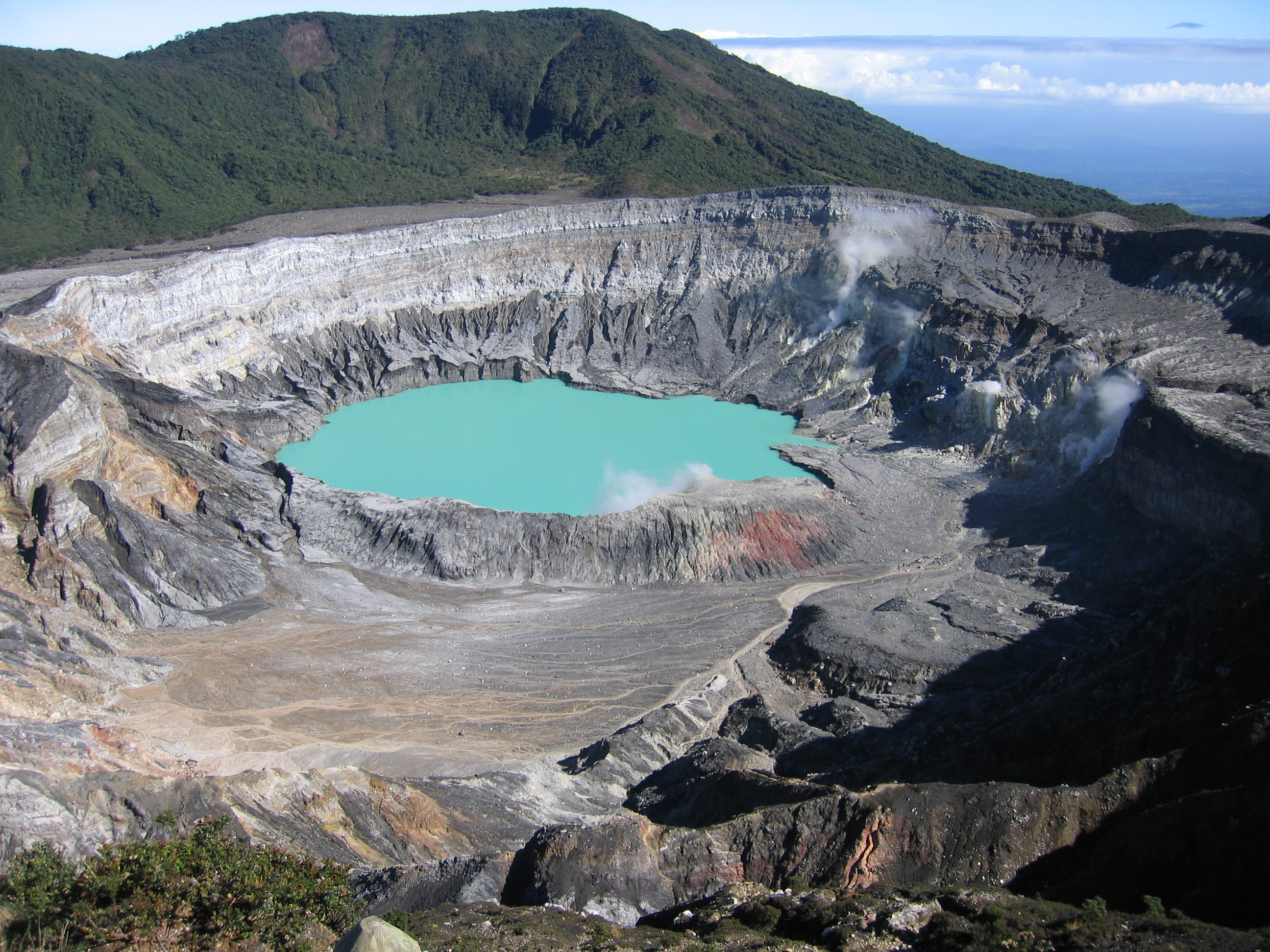

波阿斯縣（西班牙語：Cantón de Poás），是哥斯達黎加的縣份，位於該國西北部，由阿拉胡埃拉省負責管轄，首府設於聖佩德羅德波阿斯，始建於1901年10月15日，面積73.84平方公里，海拔高度1,000米，2011年人口29,199人，人口密度每平方公里395.44人。